# Koenigsegg One:1
Koenigsegg One:1 – hipersamochód zaprojektowany przez szwedzką firmę Koenigsegg. Auto zbudowane zostało w celu pobicia rekordu prędkości maksymalnej samochodu produkowanego seryjnie. Nazwa tego modelu pochodzi od dwóch parametrów technicznych: stosunku mocy do masy, który wynosi dokładnie 1:1 (1 koń mechaniczny mocy przypada na 1 kilogram masy pojazdu) oraz mocy silnika, wynoszącej 1 megawat (producent określa One:1 mianem "world's first Megacar").
Jego 5,1-litrowy silnik V8 potrafi osiągnąć 1360 KM (1 MW) mocy przy 7500 obr./min. oraz 1371 Nm momentu obrotowego przy 6000 obr./min. One:1 przyspiesza do 100 km/h w 2,6 s, natomiast do 300 km/h w 12s, a do 400 km/h w 20s. Prędkość maksymalna to ponad 450 km/h.

## Dane techniczne

### Silnik
- V8 5,0l (5032 cm³), 4 zawory na cylinder, DOHC, twin-turbo
- Układ zasilania: wtrysk
- Średnica cylindra × skok tłoka: 92 mm × 95,25 mm
- Stopień sprężania: 9,0:1
- Moc maksymalna: 1360 KM (1 MW) przy 7500 obr/min
- Maksymalny moment obrotowy: 1371 N•m przy 6000 obr/min
- Pe 25,5 atm

### Osiągi
- Przyspieszenie 0-100 km/h: 2,6 s
- Przyspieszenie 0-300 km/h: 11,92 s
- Przyspieszenie-hamowanie 0-300-0 km/h: 17,95 s
- Hamowanie 300-0 km/h  : 6,03 s
- Prędkość maksymalna: 450 km/h